# Occident au VIe siècle

L'Occident au VIe siècle reste dans le monde de l'Antiquité tardive et est toujours centré sur la Méditerranée.
Cette période se caractérise par l’émiettement du pouvoir politique. Comme au siècle précédent, la justification du pouvoir repose essentiellement sur la force militaire.
En parallèle, à la suite du déclin de l'empire au Ve siècle, la société est réorganisée par l’Église.
Les structures politiques et administratives romaines ont disparu et sont remplacées par des nouvelles qualifiées de "romano-barbares". Les structures chrétiennes se consolident, qu’elles soient épiscopales ou monachistes, dans un mouvement qui se prolongera au VIIe siècle.
Les pèlerinages se multiplient. Au VIe siècle, le tombeau de Martin de Tours draine des foules considérables. C'est au VIe siècle que Denys le Petit élabore un décompte chrétien à partir de l’année de naissance du Christ, mais ce nouveau comput n’entre en vigueur qu’au VIIIe siècle.

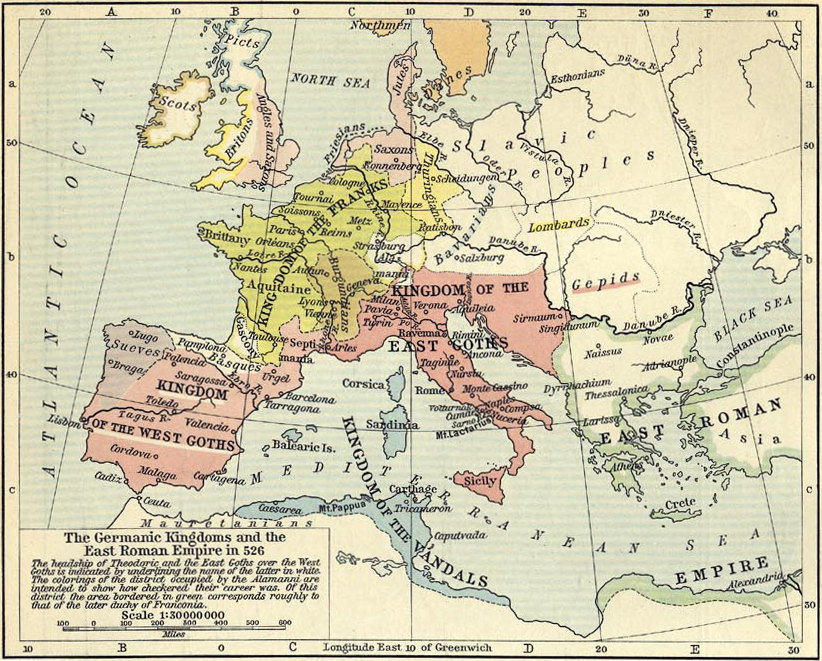
Royaumes romano-barbares en 526.

## Baptême de Clovis

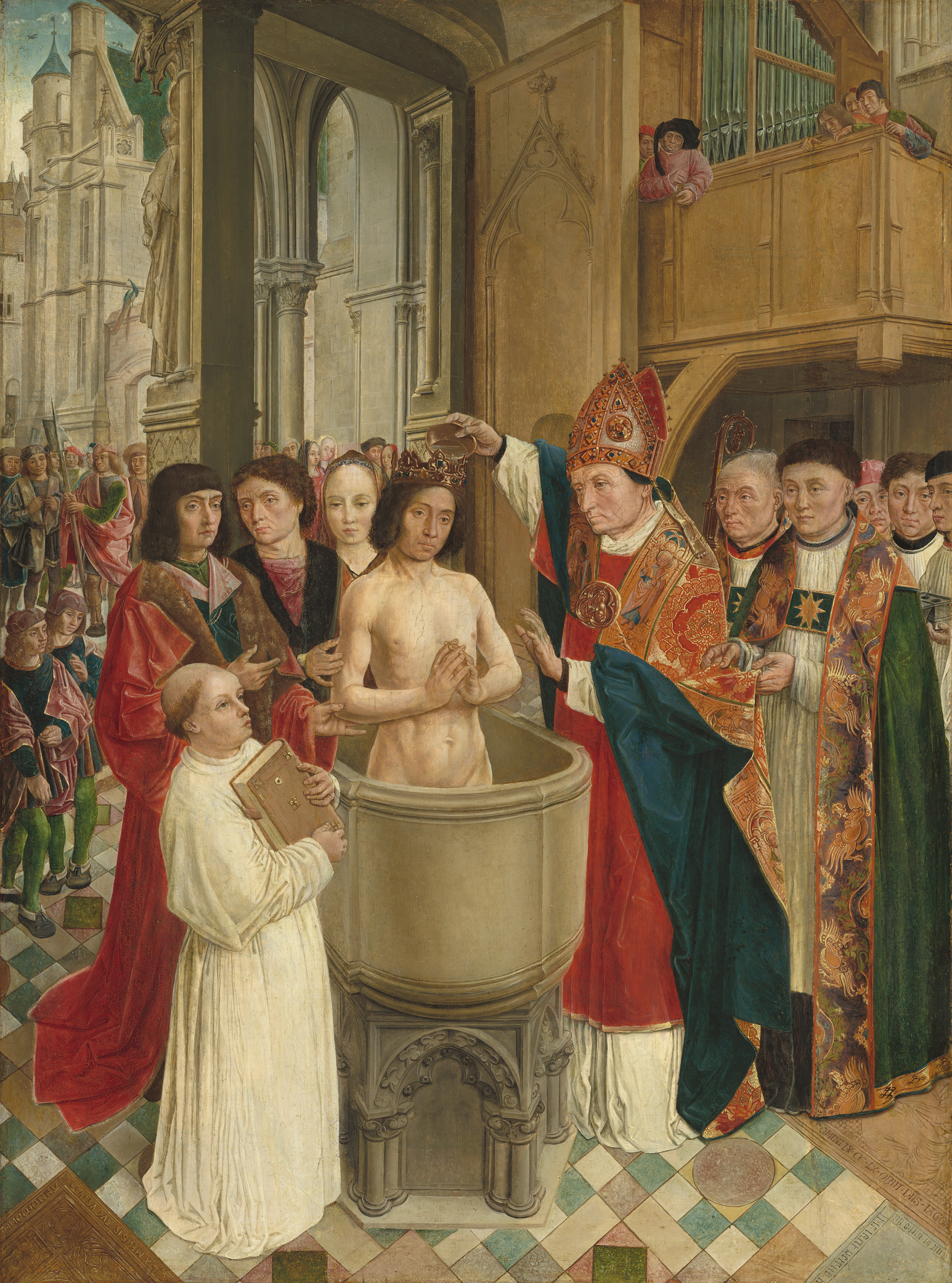
Baptême de Clovis. Toile du XVe siècle du maître de Saint Gilles.

La personnalité de Clovis Ier marque la transition entre les transitions du Ve siècle et le début de l'Occident chrétien au VIe siècle.
Lors de la bataille de Tolbiac, peut-être en 496, son armée étant sur le point d'être vaincue et ne sachant plus à quel dieu païen se vouer, Clovis Ier prie alors le Christ et lui promet de se convertir si « Jésus que sa femme Clotilde proclame fils de Dieu vivant » lui accordait la victoire.
Clovis est baptisé par Saint Rémi lors de Noël d'une année comprise entre 496 et 511, peut-être en 499).
C'est la conversion au christianisme de Clovis et des Francs qui sur le plan politique fonde l'alliance des riches barbares avec le clergé. Avec ce baptême, il peut compter sur l'appui du clergé, et vice-versa, il lui permet d'asseoir durablement son autorité sur les populations, essentiellement gallo-romaines et chrétiennes, qu'il domine. Dorénavant, le souverain règne sur un peuple qui se revendique chrétien, et dont la conception de l'ordre social est que, par sa seule existence, l'autorité du roi est légitime et incontestable : « Que tout homme se soumette aux autorités supérieures, car il n'y a pas d'autorité qui ne vienne de Dieu, et celles qui existent ont été mises en place par Dieu » (Rm 13:1).
De manière plus profonde, cette alliance avec l’Église pose le fondement d'une société qui rassemble les envahisseurs germaniques et les populations gallo-romaines autour d'une même religion, dans un ordre social défini par l’Église : cette conversion marque ainsi le début de l'Occident chrétien.
Le règne de Clovis contribue ainsi à forger le caractère original de cette période en donnant naissance à une première dynastie de rois chrétiens, les Mérovingiens, et en raison de son acceptation par les élites gallo-romaines, en créant un pouvoir original en Gaule.
Cependant, si le baptême de Clovis marque le début d'une conception chrétienne de la société, il ne traduit pas pour autant une conception religieuse du pouvoir politique, qui reste pour les mérovingiens fondé sur la puissance guerrière et la légitimité dynastique : le roi mérovingien n'est pas roi parce qu'il a été sacré, mais il a un caractère sacré parce qu'il est roi. Ce n'est qu'à partir des carolingiens, trois siècles plus tard, que le sacre manifestera que l'autorité est légitime parce qu'elle est reçue de Dieu.
En 511, manifestation de cette alliance du politique et du religieux, Clovis réunit le premier concile des évêques gaulois. Il meurt la même année.
Ce modèle d'une société unie parce qu'elle est chrétienne sera par la suite généralisé à ce qui deviendra l'occident chrétien.
La plupart des tribus germaines étaient déjà christianisées, quoiqu'en majeure partie arienne.
Cette situation opposait les Barbares aux populations conquises, et a souvent induit des tensions ou des oppositions entre les nouveaux dirigeants et les évêques, tel Césaire d'Arles, à la tête de la cité, principale structure sociale ayant subsisté du monde romain.
Cependant, les barbares n'appuyaient pas cet arianisme sur une doctrine théologique ou exégétique très ferme, et l'arianisme ne survécut pas à la conversion de ses rois au catholicisme.
À l'exemple des Francs, les tribus se convertirent rapidement au christianisme nicéen, qui devint par la suite le catholicisme, accroissant la loyauté des populations romanisées locales ainsi que reconnaissance et appui de la puissante Église catholique romaine.
Les rois burgondes se convertissent vers 502 après leur alliance avec les Francs ; puis une partie du royaume wisigoth est conquise à la bataille de Vouillé et doit également rejoindre le christianisme nicéen. Dans la péninsule ibérique, les Wisigoths abandonnent officiellement l'arianisme lors du IIIe concile de Tolède en 589. Les Lombards restèrent ariens jusqu'au milieu du VIIe siècle.

## Situation politique

Royaumes francs à la mort de Clovis.

Après la conquête du Ve siècle sur Syagrius des régions situées au nord de la Loire, à la suite de la bataille de Soissons en 486, le VIe siècle voit l'expansion progressive des royaumes francs.
- À la suite de la bataille de Tolbiac en 496(?), les Alamans abandonnèrent le cours supérieur du Rhin aux Francs rhénans, par la suite intégrés aux royaumes francs.
- Après la bataille de Vouillé, remportée en 507 sur les Wisigoths, les Francs prennent le contrôle de l'Aquitaine.
- Les Burgondes occupent la vallée de la Saône et du Rhône, à l'exception de la Provence tenue par les Wisigoths. Leur royaume finit en 534 par être partagé entre les fils de Clovis.
- 533-534 : le royaume vandale d'Afrique est reconquis par l'empire d'Orient. L’Afrique devient une préfecture du prétoire byzantine jusqu’à Ceuta (534-698).
- 534, guerre de Burgondie : le royaume burgonde est intégré aux royaumes francs.
- En 537[3], un conflit éclate entre l'empire byzantin et le royaume ostrogoth. Pour s'assurer de la neutralité des Francs dans ce conflit, le roi Vitigès offre la Provence[4], que les rois Francs se partagent entre eux, et le nord des Alpes avec une souveraineté sur les Alamans[5] par l'accaparement de la haute vallée du Rhin, le Main et le haut Danube[6].
- Dans les années 560, Heptarchie en Grande-Bretagne.

Les Slaves passent le Danube et commencent à s'installer dans les Balkans. Ils reconnaissent la suprématie des Avars et envahissent le Norique entre 580 et 590.
Les Mérovingiens règnent ainsi sur la grande majorité de l'ancienne Gaule. À cette époque, il n'est pas encore question de « France », mais bien d'un « royaume des Francs » : les rois, en effet, ne règnent pas sur un territoire, mais sur des sujets. Trois grandes entités territoriales se forment progressivement au sein du royaume : Neustrie, Austrasie et Bourgogne (l'Aquitaine passant sous l'autorité d'une dynastie de ducs quasi-indépendants).

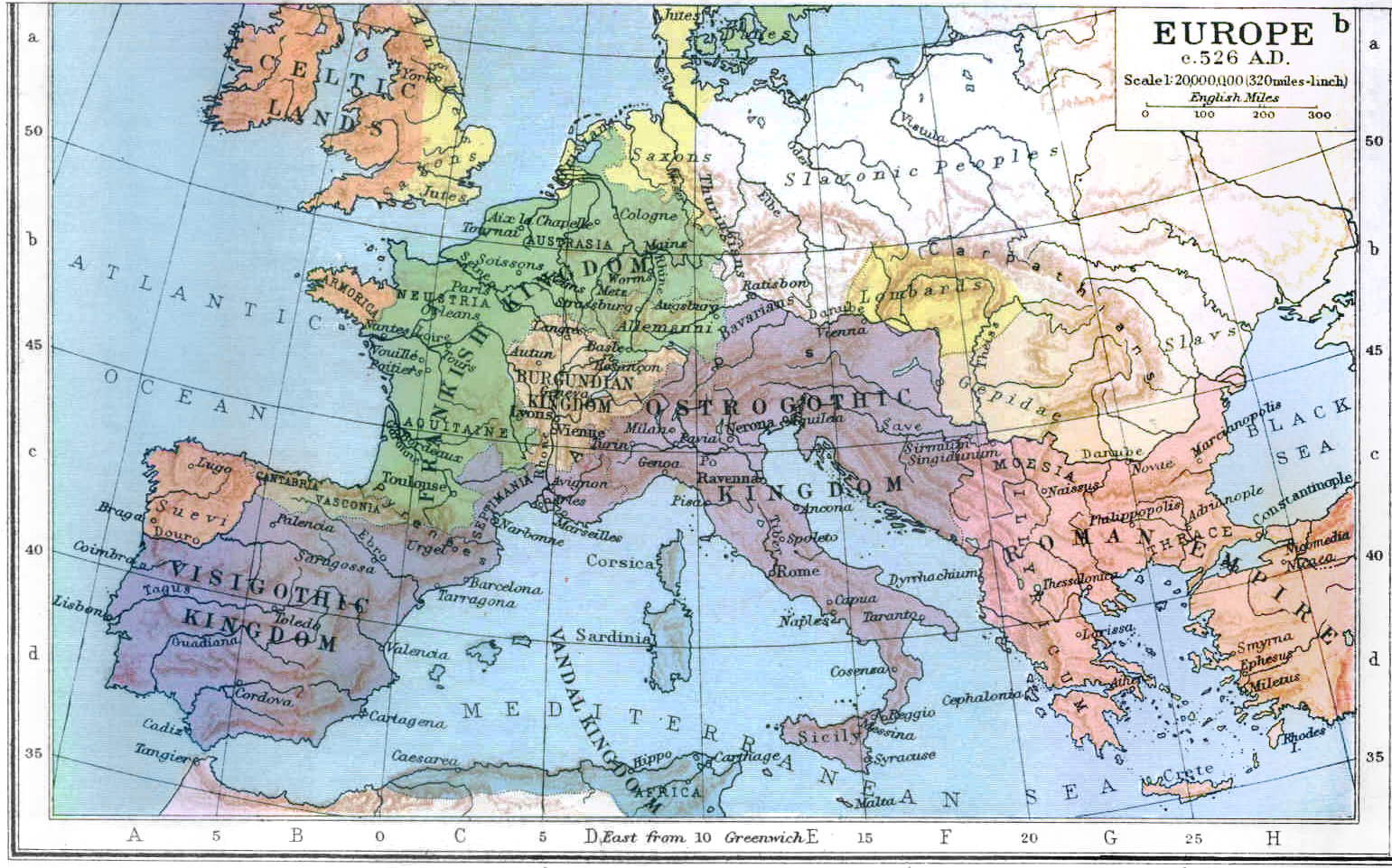
L'Europe en 526.

Le puissant royaume wisigoth s'étend sur la majeure partie de la péninsule ibérique, partagée avec les Suèves établis en Galice. Il se partage parfois en royaumes autonomes, le royaume de Barcelone et le royaume de Mérida. Après la conquête de l'Aquitaine par les Francs, il conserve avec le Languedoc une extension au nord des Pyrénées.
Le royaume ostrogoth était l'héritier de la Rome antique et adopta la législation romaine.
L'Empire byzantin eut des prétentions sur les régions de l'Occident tout au long du Moyen Âge. Au VIe siècle, les campagnes très violentes et impopulaires des généraux Bélisaire et Narsès permirent à l'empereur Justinien de reconquérir une grande partie de l'Occident : l'Afrique vandale fut reprise en 533, suivie de l'Italie elle-même reprise sur le royaume ostrogoth (guerre des Goths de 535 à 553), ainsi qu'une partie de l'Espagne wisigothique.

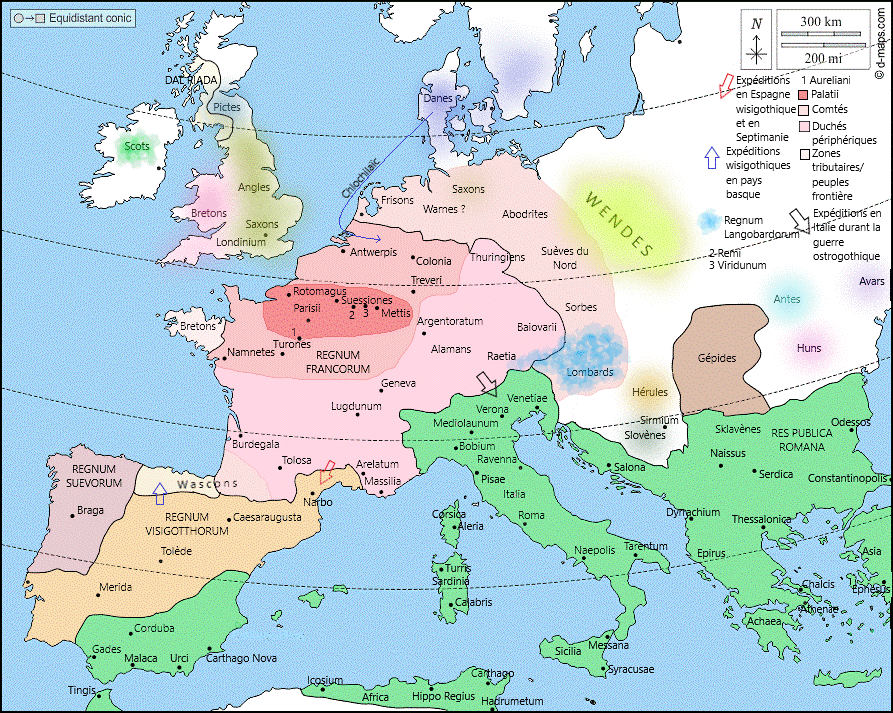
Europe occidentale et monde mérovingien vers 560

Les Angles et les Saxons poursuivent leur lente pénétration en Angleterre, au détriment des Bretons. À cette occasion, elle retourne en pratique au paganisme. La défense des peuples Celtes des îles Britanniques et de Bretagne armoricaine face aux envahisseurs germaniques à la fin du Ve siècle ou au début du VIe siècle, déformée par la tradition populaire, est à l'origine des légendes sur le Roi Arthur et ses Chevaliers de la Table ronde.
En Armorique, qui avait été l'objet d'une immigration bretonne tout au long du Ve siècle, les Bretons profitent du trouble causé par la succession de Clovis pour reprendre leur autonomie. Cette sécession entraînera la création de nouveaux royaumes et autres principautés bretonnes (Broërec, Cornouaille, Domnonée, Léon, Poher, Porhoët…), aux dépens des populations celtes autochtones (Vénètes, Osismes, Coriosolites…). Celles-ci, totalement indépendantes de l'emprise des Francs, seront plus tard réunies au VIIIe siècle, sous l'impulsion de Nominoë au sein du royaume puis Duché de Bretagne.

## Organisation de la noblesse

### Emergence de la féodalité
Les liens d'hommes à hommes existaient déjà à l'époque romaine tardive entre l'Empereur et sa militia, son administration.
À partir de la crise du Vème siècle, le principe de lien personnel entre le Princeps, l'empereur romain, et les rois barbares a pour conséquence l'augmentation des liens de dépendance personnels dans la sphère publique.
À l'époque mérovingienne comme par la suite, la terre est la principale richesse. Les grands propriétaires sont alors puissants.
La société du Haut Moyen Âge était moins figée qu'à la fin de l'Empire romain et via le service militaire auprès d'un seigneur local, une famille de paysans libres pouvait accéder à l'aristocratie en quelques générations.

### Formation de l'aristocratie
La féodalité désigne alors une société caractérisée par la hiérarchie des terres et des personnes, le morcellement des terres et de l'autorité, la domination de la classe combattante.
Le système fiscal a été profondément altéré par l'arrivée de ces hommes libres et armés sur lesquels il est pratiquement impossible de prélever un impôt direct. Dès lors il n'est plus possible d'entretenir une administration nombreuse (nécessaire pour prélever des taxes directes), des écoles publiques ou une armée soldée. Il se met en place un système basé sur le clientélisme et le roi rétribue ses vassaux grâce aux richesses issues des taxes prélevées sur le commerce (tonlieu) et les amendes prélevées grâce à l'application de la loi salique (wergeld).
Au VIe siècle, le système fiscal romain fonctionne encore partiellement en Espagne, en Gaule et en Italie. Cependant, les impôts directs (taxe foncière et capitation), dont la perception nécessite une administration fiscale plus performante, tendent à disparaître. De perception plus immédiate, les impôts indirects, en particulier les taxes sur les transports et les objets importés aux lieux de passage (tonlieux, péages, etc.) tendent à représenter la source principale des revenus royaux.
Le bénéfice fut mis en usage, après l'établissement des Barbares dans l'empire romain, par les rois goths et lombards. Il s'appliquait aux terres que ces princes donnaient en récompenses à ceux de leurs leudes qui s'étaient distingués, qui avaient bien fait la guerre.
Les possesseurs des bénéfices devaient le service militaire et une redevance en argent ou en nature. Les bénéfices, d'abord amovibles, devinrent ensuite, pour la plupart viagers, et enfin héréditaires.

### Administration territoriale
À partir des VIe et VIIe siècles, le duc est le maître de toute une région, sinon d’un peuple et joue un rôle capital dans la structuration du royaume franc.
Le duc est assimilable à une sorte de gouverneur général. Il exerce, au nom du souverain, des pouvoirs de nature militaire et judiciaire sur un ensemble de comtés.
Le pouvoir local était conféré aux comtes (comes ou « compagnon » du roi), nommés par le roi et installés dans les grandes cités. Le comte dirigeait une civitas, une circonscription constituée de plusieurs pagi (qui a donné "pays"), découpage hérité de l'empire romain, et constituait un véritable relais du pouvoir. Ses fonctions étaient diverses : il convoquait les hommes libres pour l'armée royale (l'ost), levait certains impôts et présidait le tribunal du comté (le mallus) au nom du roi. La charge de comte était promise à un bel avenir : elle survécut durant tout le Moyen Âge et ses titulaires affirmèrent leur indépendance chaque fois que le pouvoir central défaillait.
Dans chaque cité, aux côtés des comtes, se trouvaient également les évêques, officiellement élus librement par leurs concitoyens, mais dont l'élection nécessitait, dans les faits, le consentement du roi. Outre leur compétence totale en matière de confection du droit de l’Église (au sein de conciles), les évêques se voyaient confier d'importantes responsabilités civiles dans les cités dont ils avaient la charge. Ils constituaient un important maillon de l'administration du royaume mérovingien.

### Administration royale
Le roi germanique ne dispose initialement pas d'une administration propre.
L'administration du palais royal était confiée à des officiers palatins, fidèles et compagnons du roi, encore souvent laïques.
Les principaux offices découlent de l'administration de la maison royale, qui se spécialisent progressivement, étant entendu qu'administrer la « maison royale » consiste également à s'occuper des affaires du royaume qui en dépend :
- Le maire du palais (major domus, qui a donné majordome) est l'intendant général du roi : c'est un serviteur chargé des affaires domestiques du palais, sorte de premier ministre. Il commande les intendants chargés de l'exploitation du domaine royal, gère la fortune du souverain et dirige le gouvernement intérieur du palais. Représentant des puissantes aristocraties régionales, il prit de l'importance, en raison de son rôle central au cœur des relations du pouvoir avec l'aristocratie.
- Le connétable ou « maréchal » est l'héritier de la fonction de comte des étables (comes stabuli) qui apparaît avec les derniers empereurs romains et les deux premières dynasties françaises. Les connétables avaient anciennement l'intendance des écuries et des chevaux du roi, ayant sous leurs ordres les maréchaux. Il va voir sa fonction accroître ses prérogatives sous les premiers Capétiens.
- Les fonctions du chancelier (ou référendaire) consistent à mettre en forme d'acte rédigé les décisions royales, et conserver les actes officiels. Elles sont assurées par des scribes (notarii ou cancellarii). À l'époque mérovingienne, il s'agissait d'un personnel laïque placé sous l'autorité des référendaires, dont l'un apposait le sceau authentifiant les actes. Sous les Carolingiens, le personnel devint ecclésiastique
- Le grand chambrier était le chef de la chambre du roi. Sous les premiers Capétiens, le grand chambrier gérait le Trésor royal (ou Trésor du roi) avec le grand bouteiller. Il signait les chartes et autres lettres importantes.
- Le monétaire est chargé de la monnaie et des finances (saint Éloi assuma cette charge).
- le comte du palais est chargé du tribunal du palais, qui traite les causes importantes remontant au roi.

## Organisation sociale

### La cité
Les cités d’Occident se vident de leur population à cause des difficultés de ravitaillement et de l’insécurité. Les villes romaines persistent, mais à une échelle réduite. Leur rôle est administratif, religieux et commerçant.[réf. nécessaire]

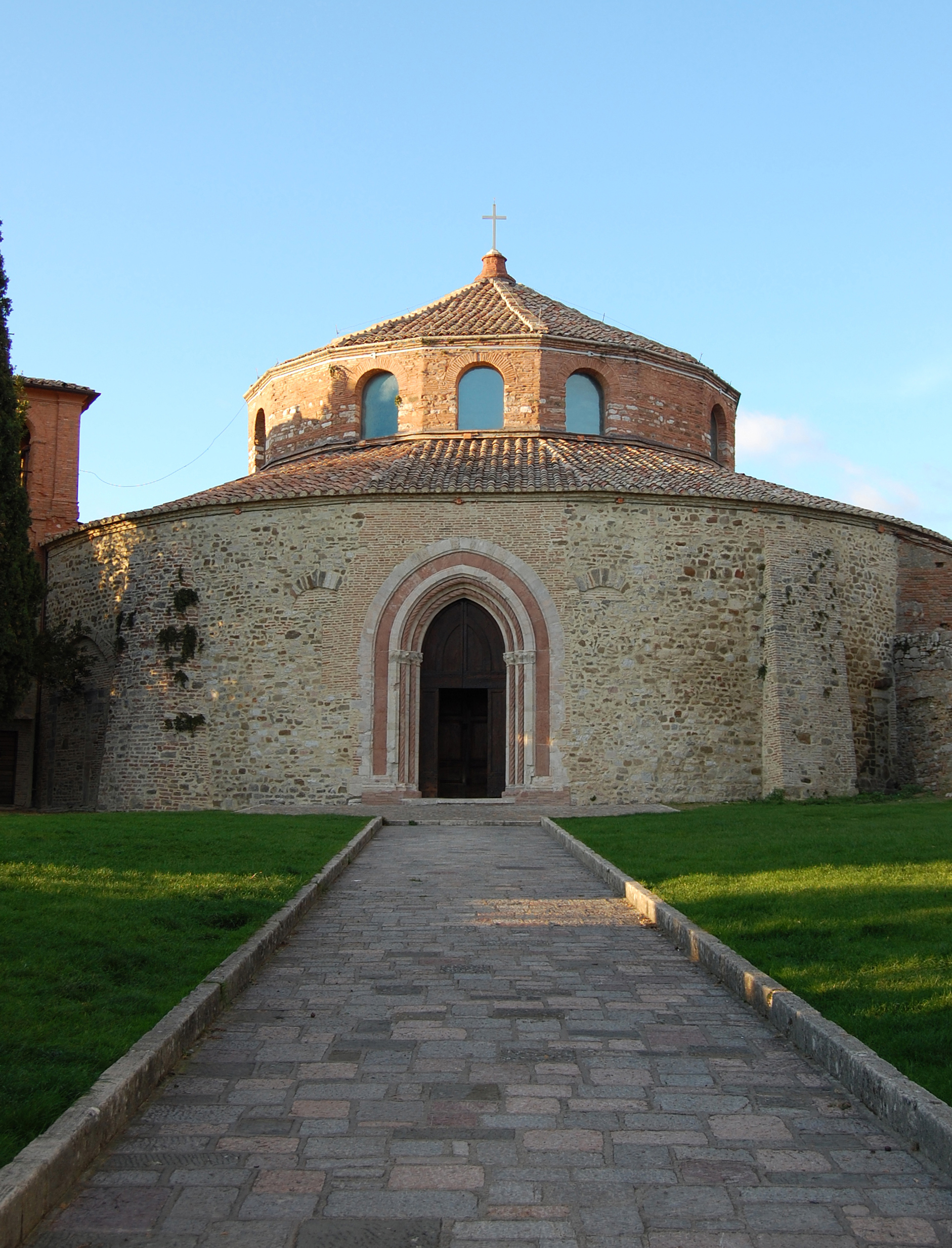
Église San Angelo de Pérouse, église du VIe siècle.

L’Église locale s’organise pour pallier la disparition du modèle administratif de l’Empire. La conception occidentale de l'Église est en effet celle d'une Église d'incarnation, qui essaye de transformer le monde et de faire de l'Évangile un ferment faisant évoluer toute la société. Il en résultera dans tout le Moyen-Âge une tension constante entre le pouvoir spirituel et le pouvoir temporel, tantôt le spirituel étant conçu comme l'instrument du temporel, tantôt au contraire le pouvoir temporel est affirmé comme l'instrument du spirituel - « philosophia ancilla theologiae, rex minister Eclesiae ». Cette Église est purement locale, une Landeskirche, préoccupée de sauvegarder l'ordre établi et sans visée universelle ou missionnaire.
Les évêques occupent les pouvoirs administratifs, financiers et politiques qui revenaient auparavant aux magistrats laïcs.
Le territoire sous l'administration de la cité devient le diocèse, où officie l’évêque.
Les évêques patriciens deviennent les premiers personnages de la cité aux Ve et VIe siècles. À Rome, ils prennent le pas sur les préfets urbains.
Cette transformation de la cité avec désormais l’évêque à sa tête, est à l’origine de la cité médiévale.
Les vieilles aristocraties subsistent, fournissant toujours les cadres politiques et religieux de la cité et du royaume.
L’aristocratie christianisée occupe souvent les fonctions d’évêque, à l'exemple de Grégoire de Tours.
L'évêque est normalement désigné par les membres de la communauté et les évêques voisins.
Cependant, la prise de pouvoir par les barbares aboutit partout à une mainmise de la royauté sur l’Église, le roi se réservent essentiellement de nommer les évêques (nomination regia), généralement pris parmi les clercs de sa chapelle palatine, et de disposer de la propriété ecclésiastique.

### Organisation foncière
Les terres du fisc impérial passent bien dans les mains du roi mais les grands propriétaires gallo-romains ont, sauf de rares exceptions, conservé leurs domaines, organisés comme ils l'étaient sous l'Empire.
Quand il est présent, le système romain du grand domaine (villa), d’une superficie de deux à quatre mille hectares, résiste assez bien aux invasions. Il est à l'origine des seigneuries médiévales.
Les élites quittent les villes et se recentrent sur leurs possessions rurales. Les échanges à courte distance entre ville et campagne se font le plus souvent par troc. Les exploitations ont tendance à une relative autarcie, diversifiant leurs productions agricoles, exploitant les forêts qui gardent à l'époque un rôle nourricier non négligeable (cueillette, élevage porcin, chasse…) et produisant elles-mêmes la plupart des objets artisanaux dont elles ont besoin. La production de surplus agricoles n'est pas forcément très rentable et il n'y a pas de grand bénéfice à investir dans des équipements augmentant la productivité (charrues, moulins…). De même la main d'œuvre servile non intéressée au produit de son travail est peu efficace.
Une nouvelle cellule religieuse rurale se développe au VIe siècle, la paroisse, dans laquelle le prêtre obtient peu à peu le droit de baptiser, de prêcher et d’enseigner. La paroisse finit par former le maillage administratif de base du Moyen Âge. Le prêtre peut encore être un homme marié et père de famille, à moins qu'il ne soit moine.

### Voies commerciales
Le système routier romain subsiste, sans être encore trop dégradé.
Le grand commerce méditerranéen (Ravenne, Marseille, Barcelone) se maintient (papyrus d’Égypte, blé d’Afrique et Sicile, huile d’olive d’Espagne, épices d’Inde, soieries de Constantinople, esclaves saxons, marbres sculptés des Pyrénées, verrerie de Cologne).
Jusqu’en 570-575, tous les pays de l’Occident barbare sont en relation avec la Méditerranée.
Le commerce reprend lentement son activité. Marseille, centre du grand commerce maritime avec l'Orient, reçoit ces marchands syriens que l'on retrouve d'ailleurs dans les villes importantes du sud de la Gaule et qui, avec les Juifs, sont les principaux marchands du pays.
Les villes de l'intérieur conservent une bourgeoisie de commerçants parmi lesquels il en est qui, en plein VIe siècle, nous sont connus comme des notables riches et influents.
La plus grande partie du commerce entre la Méditerranée et le nord de l'Europe passe par l'axe rhodanien (la connexion du bassin du Rhône et de la Saône avec ceux de la Loire, de la Seine, de la Meuse ou du Rhin ne nécessite que des routes courtes et peu accidentées). Même si le trafic est faible, le contrôle de ces axes commerciaux (qui permet la taxation des marchandises) et particulièrement des ports de Marseille et d'Arles (où une fiscalité directe perdure) donne aux mérovingiens la richesse nécessaire pour s'assurer la fidélité de leurs vassaux jusqu'à Dagobert Ier. Cet allègement de la fiscalité profite aux exploitations agricoles et cette période correspond à un nouvel âge d'or pour les villae.
Grâce à ce commerce régulier qui maintient dans la population une importante circulation de marchandises et d'argent, le trésor du roi, alimenté par les tonlieux, dispose de ressources importantes, au moins aussi considérables que celles qu'il retire du revenu des domaines royaux et du butin de guerre.
Les cités évoluent avec le commerce. À côté du castrum, fortifié, se développent progressivement des faubourgs (suburbia) où sont présents des commerçants juifs, grecs ou syriens.
Si compartimenté que puisse paraître ce monde, les échanges étaient en réalité nombreux : flux de captifs rachetés par l’Église, errants fuyards, persécutés ou poètes, et surtout pèlerins. Ces nombreux échanges maintiennent actives les valeurs communes.

### Essor du monachisme

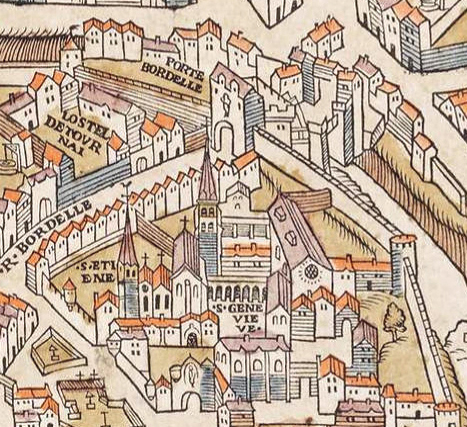
Abbaye Sainte-Geneviève de Paris, fondée en 502 par Clovis.

De multiples fondations de monastères ont lieu à partir du VIe siècle. À partir des premières expériences s'élaborent de nombreuses règles monastiques. Parmi celles-ci, la règle de saint Benoît est destinée à un grand avenir en Occident.
Le monde de saint Benoît est alors en proie à un certain chaos consécutif à la chute de l'empire : les céréales ne viennent plus d'Afrique, l'économie est à bout et la population se replie sur les montagnes, ce qui forme une sorte de retour à l'âge de fer. Les contemporains ont eu l'impression de la fin d'un monde.
Benoît de Nursie souhaite établir une règle durable pour la vie monastique, et ses monastères sont en particulier conçus pour être autosuffisants et un modèle économiquement viable ; non seulement font-ils des provisions, mais ils utilisent aussi des forces de commerce, entre autres sur le sel et le vin auquel les moines ont droit quotidiennement.
Leur objectif est de fuir le monde et la société qu'ils jugent corrompue.
Le refus de l'oisiveté est central et le travail manuel est mis en valeur, ce qui constitue une différence marquante avec l'esprit de l'Antiquité par sa rupture avec la vie aristocratique (dont le travail ne faisait pas partie) et forme donc un des passages dans l'esprit du Moyen Âge.
La règle de saint Benoît propose un équilibre entre prière et travail, prière personnelle et prière communautaire, gouvernement par l'abbé et participation des frères, obéissance et responsabilité de chacun.
Écrite au VIe siècle, la règle de saint Benoît connaît rapidement un certain succès, peut-être grâce à sa modération par rapport aux autres règles monastiques existant à l'époque. En 817, elle sera imposée à tous les monastères de l'empire carolingien, d'où le surnom de Père des moines d'Occident donné à saint Benoît.
Le premier monastère bénédictin fut établi au mont Cassin vers 529 par Benoît de Nursie. Ils se répandirent bientôt dans toute l'Europe et donnèrent naissance à plusieurs congrégations devenues célèbres.
Dès le Haut Moyen Âge, les fondations se multiplient, dans les faubourgs des villes anciennes, dans les campagnes. Certaines sont même à l'origine de la fondation de noyaux urbains nouveaux comme l'Abbaye de Saint-Gall (fondée en 613). Les cénobites connaissent un prodigieux succès sur tous les plans. Cependant, les ermites maintiennent la tradition d'une vie entièrement détachée des ambitions terrestres, fidèle à la simplicité évangélique.
« Tandis qu’à l’époque paléochrétienne, dit Gabriel Fournier, et encore pendant une partie du  vIe siècle, le saint par excellence avait été l’évêque, désormais le moine le remplaça dans ce rôle auprès de l’opinion chrétienne. »
L'ordre a été impliqué dans divers travaux : évangélisation et défrichement de l'Europe, conservation et transmission de la culture classique au Moyen Âge, éducation, puis collation et traduction des œuvres des Pères à partir du XVIIe siècle, etc.

## Culture

### Éducation
Les monastères constituent un premier lieu où les enfants peuvent être instruits.
La plupart d’entre eux ont été élevés et instruits dans le cloître où ils sont entrés enfants. Ces enfants, que l'on désignera sous le nom d'oblats, ont été offerts par leurs parents au monastère au cours d’un rite solennel appelé "l’oblation". Ils ne prononceront leurs vœux définitifs que vers l'âge de 15 ans. Beaucoup de fils de nobles, surtout des cadets, ont reçu une formation littéraire au sein de leur famille, avant de devenir moines.
Les moines lettrés savent non seulement lire et écrire, mais ils ont reçu la formation classique (grammaire, rhétorique, dialectique=trivium) et sont capables de lire et de parler le latin. Ce sont eux qui assurent le bon fonctionnement de la communauté, remplissent les diverses charges de la maison et assurent la célébration de l’office divin.
La formation consiste à être capable de suivre les offices religieux et de comprendre la Bible. Ils étaient initiés à la lecture et à l'écriture à partir de la Bible pour pouvoir méditer le texte sacré biblique. Dans les monastères occidentaux, il existe toujours une école, et les règles que suivent les monastères s'occupent très souvent de pédagogie.

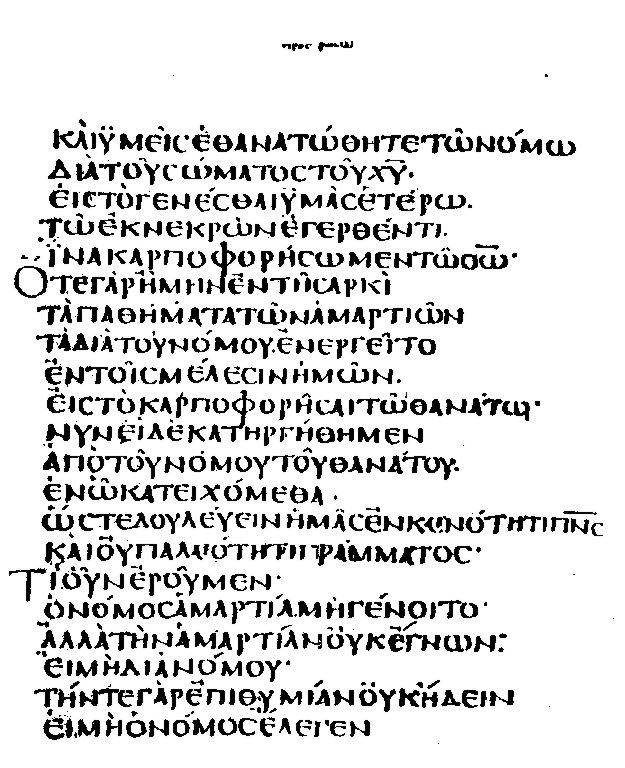
Codex Claromontanus, manuscrit du VIe siècle, rédigé en onciales grecques.

L'effondrement de l'empire d'Occident oblige l'Église à prendre en main cette formation, qui est réservée d'abord aux futurs clercs.
Des différences apparaissent au sein de l'Occident chrétien. Tandis que des régions entières connaissent une absence totale ou presque d'éducation, d'autres innovent (Irlande, « renaissance isidorienne » pour l'Espagne wisigothique) et mettent en place ce qui deviendra le système éducatif médiéval, fondé sur le savoir religieux, enseigné au sein de monastères (Irlande) ou d'écoles épiscopales et paroissiales.
Avant le VIe siècle, on ne connaît pas d'écoles destinées à former des hommes d'Église.
À partir du VIe siècle néanmoins, la situation évolue, l'Église se montrant soucieuse d'assurer l'éducation des clercs dans le cadre des paroisses et des diocèses. L'initiateur principal est Césaire d'Arles (vers 470-542) qui réunit un concile. Il en ressort que dans chaque paroisse, le prêtre doit prendre avec lui des lecteurs pour les former à devenir à leur tour des ecclésiastiques. Cette décision de 529 est importante car elle ne tient pas compte du système scolaire antique, elle concerne quelque chose de différent désormais.
Les premières écoles paroissiales se sont répandues en provinces mais également au Nord de la Loire.
Certains enfants qui ne se destinaient pas à la vie religieuse ont pu par ce biais recevoir un minimum de formation (lire, chanter, écrire).
Césaire d'Arles s'est aussi employé à créer des écoles épiscopales, c'est l'école qui va être dirigée par un évêque. Pour cela il prend pour modèle Saint Augustin. Ainsi, il rassemble à Arles une petite communauté de clercs qui se destine aux ordres majeurs (diacres, prêtres, évêques). Césaire assure lui-même la fonction de maître. Pour devenir diacre, il faut au moins avoir lu 4 fois l'ensemble de la Bible.
Cette école nouvelle associe l'instruction littéraire et l'éducation religieuse. Selon Durkheim, c'est la véritable naissance de l'école, c'est-à-dire d'un milieu moral organisé, voué autant à façonner les idées et les sentiments de l'élève qu'à la transmission des connaissances.
Si le degré d'alphabétisation resta élevé chez les élites, savoir lire devint plus une compétence pratique qu'un signe de statut social. La littérature de l'époque devint majoritairement d'inspiration chrétienne.
La plume d’oiseau remplace progressivement le calame en Occident entre le VIe et le IXe siècle car elle permet d’écrire en traits plus fin sur le parchemin et car sa souplesse permet de faire plus facilement pleins et déliés.

### Art et architecture

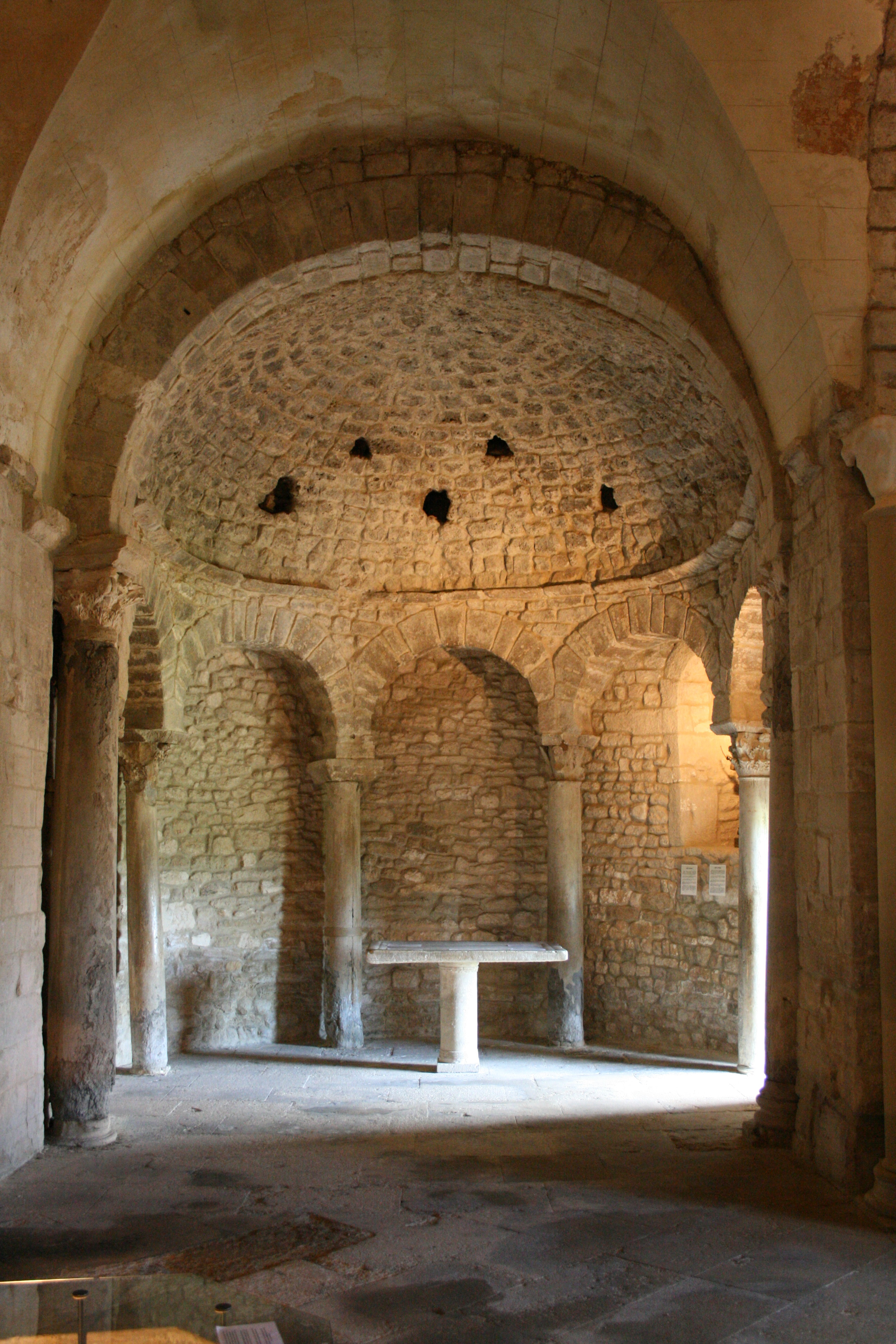
Baptistère de Venasque, VIe siècle. Une des absides en cul de four de l'édifice cruciforme.

L'architecture ne traduit plus un désir de construire des édifices robustes et harmonieux. La sculpture régresse au point de n'être plus qu'une simple technique d'ornementation des sarcophages, des tables d'autel ou du mobilier ecclésiastique.
Par contre, l'essor de l'orfèvrerie et de la peinture sur manuscrit entraîne une résurgence des éléments celtiques de décoration, qui, malgré les apports chrétiens et barbares, constituent le fond véritable de la création artistique mérovingienne.
À l'unité chrétienne du royaume franc que réalisent Clovis (465-511) et ses successeurs correspond la nécessité de bâtir des églises, dont le plan fut très probablement repris de celui des basiliques romaines.
Le besoin de nouveaux lieux de culte a souvent conduit le clergé à réemployer des bâtiments civils existants en les modifiant, temples comme le Temple d'Auguste et de Livie à Vienne ou basiliques comme l'Église Saint-Pierre-aux-Nonnains de Metz.

### Éducation
L'aristocratie barbare s'est montrée dans l'ensemble peu sensible à la culture classique romaine, elle a donc privilégié pour ses enfants une éducation plus conforme à la tradition germanique. Au VIe siècle, l'éducation de l'aristocratie germanique repose sur 3 principes:
- L'éducation des jeunes gens de l'aristocratie est d'abord militaire, l'entrainement aux armes est un élément essentiel de l'éducation. Les cours des rois barbares accueillaient des jeunes aristocrates qui étaient formés au palais, mais pour cela, avant d'être acceptés à la cour, ils devaient faire preuve de leurs qualités sportives et physiques.
- L'éducation militaire est complétée par une formation morale, les barbares rappellent à leur fils les exemples qu'ils doivent suivre. Pour cela, les barbares prennent appui sur des récits et des légendes uniquement transmises par oral et ces récits et légendes se rapportent aux exploits de chefs ancestraux. On connait l'existence de ces chants.
- Une formation religieuse enfin car au VIe siècle, tous ces peuples barbares sont chrétiens[réf. nécessaire] et bénéficient donc d'une formation religieuse au christianisme.

### Systèmes juridiques

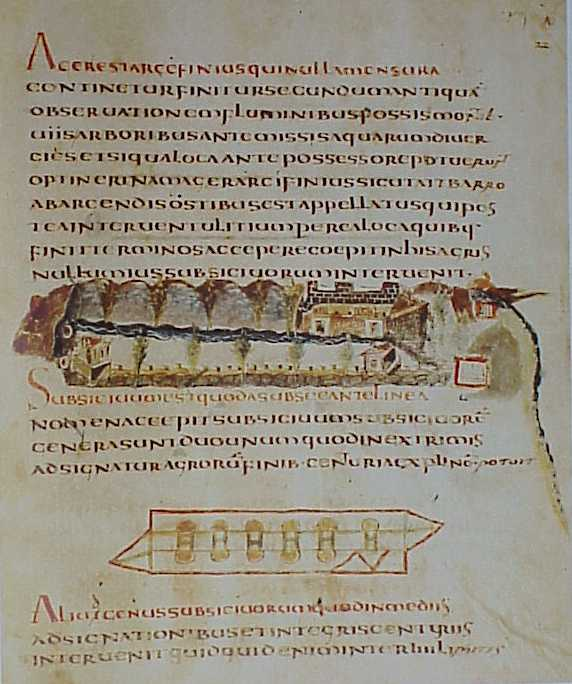
Copie du VIe siècle du Corpus Agrimensorum Romanorum, traité romain sur la topographie.

Les envahisseurs germains qui s'établirent sur le territoire de l'Empire d'Occident maintinrent un grand nombre de lois et traditions romaines. Leurs lois furent bientôt enrichies par l'apport du droit romain.
Le système de droit civil est basé sur celui-ci, en particulier le Corpus juris civilis compilé sur ordre de Justinien.
Sous l'influence de la tradition juridique romaine, les lois germaniques sont progressivement codifiées, formant le droit des royaumes barbares : chez les Wisigoths, le code d'Euric (ca 480) remplacé par le Bréviaire d'Alaric en 506 ; la loi gombette ou loi des Burgondes promulguée en 502 ; la loi salique des Francs saliens, rédigée en 507 ; la loi ripuaire du royaume d'Austrasie, apparaissant vers 630.
Les lois étaient personnelles et ne régissaient pas un territoire, c'est-à-dire qu’elles s’attachaient à la personne, au domicile d’origine de chaque individu, sur quelque territoire qu’il lui plût de transférer sa résidence. Par exemple, Burgondes et Gallo-Romains qui cohabitaient en Burgondie, conservèrent des mœurs et des lois distinctes qui engendrèrent cette espèce de droit civil appelé droit personnel ou loi personnelle, par opposition au droit territorial.
Les rois barbares n'ont jamais remis en question la législation de Théodose Ier, la proscription du paganisme par l'édit de Thessalonique fut irréversible.

## Une société chrétienne

### Vision chrétienne du monde

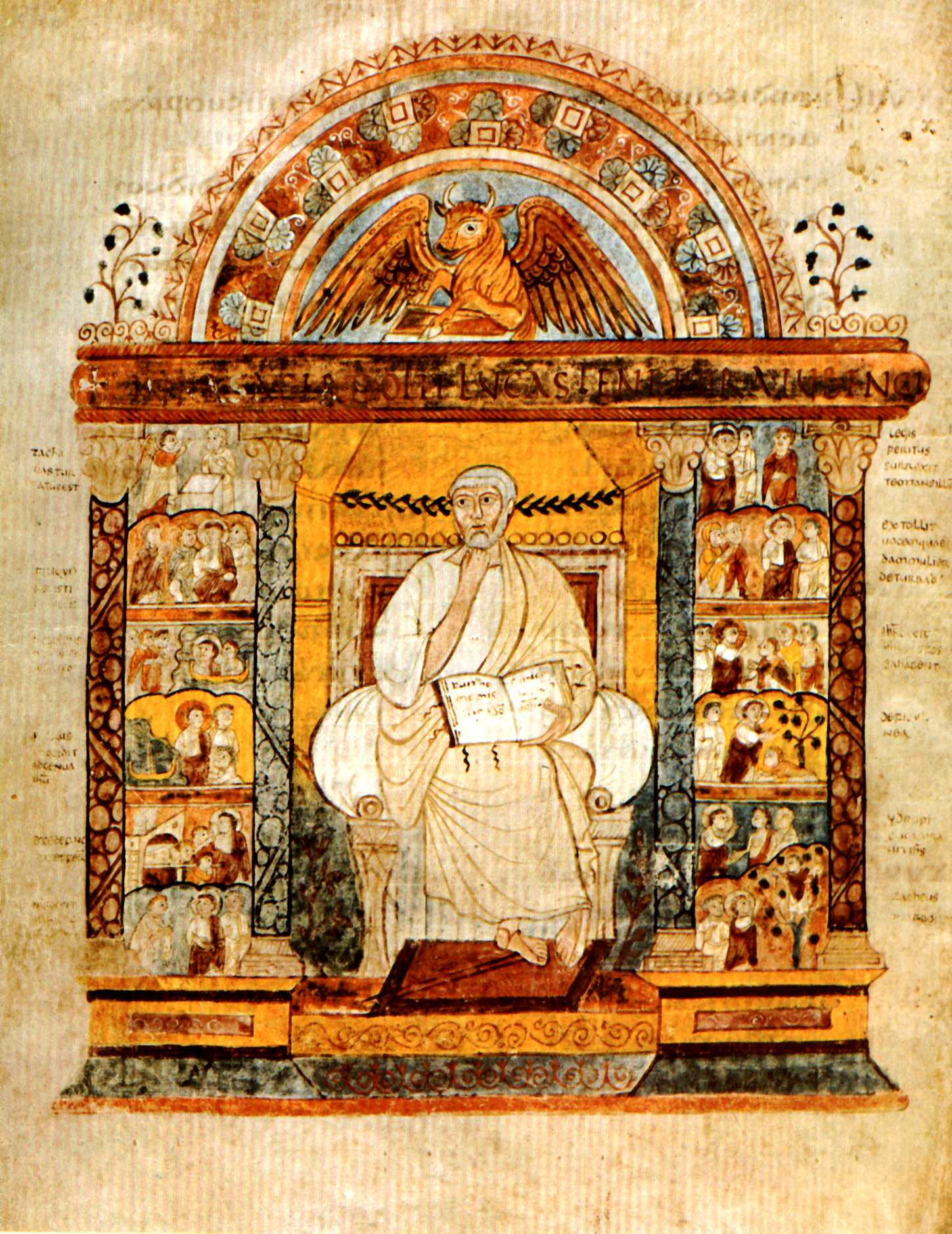
Portrait de St Luc. Evangile apporté par Augustin de Cantorbéry en Angleterre en 587.

Au Haut Moyen Âge, avec l'effondrement de l'enseignement classique, l'Église devient le seul recours intellectuel et le seul magistère ; cette situation a abouti à des structures mentales caractéristiques de cette époque : unanimité dans la foi, acceptation de l'enseignement comme celui d'une évidence, échelle des valeurs acceptée et incontestée. Dans cette vision du monde, les valeurs suprêmes sont Dieu, la Foi, l’Église qui l'enseigne et l'Homme qui y adhère ; la vie économique est secondaire, et l'idéal de vie est celui de la pauvreté et de la virginité.
La foi est acquise sans discussion depuis que l'arianisme a été vaincu ; la vérité n'est pas à chercher, elle a été définie une fois pour toutes - c'est le règne de la tradition, il n'y aura aucune hérésie en occident avant longtemps.
Partout se retrouvent les mêmes institutions ecclésiales, épiscopat et concile. Dans tous les pays, le  prêtre est l'homme du livre et des rites. Les usages religieux sont partout les mêmes : dévotion aux saints, pèlerinages, discipline pénitentielle.
Selon Saint Augustin (354-430), les hommes vivent dans le cadre de deux cités : la « cité terrestre » au sein de laquelle les hommes dépendent les uns des autres et mènent une existence pécheresse, et la « cité de Dieu » dans laquelle ils se retrouvent dans la communauté de la foi et ne dépendent plus que de Dieu. Augustin refuse les perspectives utopiques et millénaristes défendues au IIe siècles par certains Pères de l'Église. Pour lui, seule la seconde cité est importante pour le quotidien des chrétiens, qui doivent se soumettre et œuvrer dans le cadre imparfait mais réel des institutions existantes. Cette thèse donne naissance par la suite à « l'Augustinisme politique » et à la distinction fondamentale selon laquelle il existe «un partage des tâches entre le pouvoir temporel (l'État) et le pouvoir spirituel (l'Église) ».
La doctrine de Saint Augustin facilite l'intégration de l'Église et de la société féodale dans la première phase du Moyen Âge, caractérisé par une économie pour l'essentiel non marchande.
Pour favoriser la conversion des populations païennes, le culte des saints, et donc des reliques, a été vivement encouragé dès le VIe siècle. La possession de reliques par les monastères et autres édifices religieux est très prisée, car l'afflux de pèlerins qu'elles entraînent est source de bénéfices importants. Les pèlerinages se développent intensément et c'est d'ailleurs sur les chemins de Saint-Jacques-de-Compostelle que Cluny étend son influence à cette époque.
L'iconographie monastique, axée sur l'espérance du monde futur, insiste sur la Jérusalem céleste ; l'iconographie des paroisses, plus concrète, montre la nativité ou la crucifixion, mais surtout les épisodes de la vie des saints.

### Une société unifiée
Le mélange des élites barbares et romaines notamment par le biais du christianisme donna naissance à une nouvelle société intégrant des éléments des deux cultures.
La culture aristocratique délaissa les études littéraires, tandis que les liens familiaux et les valeurs de loyauté, de courage et d'honneur conservèrent une place importante. Ces liens pouvaient mener à des conflits au sein de la noblesse qui pouvaient être réglées par les armes ou par l'argent.
La langue latine est encore comprise partout, et reste la seule langue des relations publiques officielles.
Sur le plan linguistique, dans le parler populaire, le latin fut progressivement remplacé par des langues apparentées mais distinctes regroupées sous l'appellation de langues romanes tandis que le grec resta la langue dominante de l'Empire byzantin et que les Slaves apportèrent leurs propres langages en Europe de l'Est.

### Conservation de la culture antique
Havre de paix dans l’Occident depuis la fin du VIe siècle, l’Espagne est le conservatoire de la culture antique ; la bibliothèque sévillane en est alors le centre le plus brillant sous l’impulsion de Léandre puis Isidore de Séville. La priorité y est accordée aux grands écrivains chrétiens du IVe au VIe siècle, en particulier Augustin (354-430), Cassiodore (485-580), Grégoire le Grand (540- pape 590-604) mais aussi aux pères latins plus anciens : Tertullien (155-222), Cyprien de Carthage (200-258), Hilaire de Poitiers (315-367), Ambroise (340-397).